# Franck Elemba
Franck Dannique Elemba Owaka (* 21. Juli 1990 in Brazzaville) ist ein Kugelstoßer aus der Republik Kongo, der auch im Diskuswurf an den Start geht und in beiden Disziplinen den Landesrekord hält.

## Sportliche Laufbahn
Erste internationale Erfahrungen sammelte Franck Elemba 2009 bei den Juniorenafrikameisterschaften in Bambous, bei denen er im Kugelstoßen mit einer Weite von 14,93 m den vierten Platz belegte, während er im Diskuswurf mit 36,23 m auf Rang fünf gelangte. Anschließend nahm er an den Spielen der Frankophonie in Beirut teil und klassierte sich dort mit 15,09 m auf dem siebten Platz im Kugelstoßen und wurde mit dem Diskus mit 40,95 m Neunter. Im Jahr darauf belegte er bei den Afrikameisterschaften in Nairobi mit 15,90 m den vierten Platz im Kugelstoßen und gelangte im Diskusbewerb mit 38,56 m auf Rang zwölf. Anschließend erreichte er Continentalcup in Split mit 15,83 m den siebten Platz. 2011 schied er bei der Sommer-Universiade in Shenzhen mit 15,71 m in der Qualifikation aus und nahm anschließend erstmals an den Afrikaspielen in Maputo teil, bei denen er mit einer Weite von 16,44 m auf den fünften Platz gelangte, wie auch bei den Afrikameisterschaften in Porto-Novo im Jahr darauf mit 16,23 m.
2013 belegte er bei den Spielen der Frankophonie in Nizza mit 18,68 m den fünften Platz und im Jahr darauf schied er bei den Hallenweltmeisterschaften in Sopot mit 17,74 m in der Qualifikation aus. Anschließend gewann er bei den Afrikameisterschaften in Marrakesch mit 18,74 m erstmals die Bronzemedaille und musste sich dabei den Südafrikanern Orazio Cremona und Jaco Engelbrecht geschlagen geben. Daraufhin wurde er beim Continentalcup ebendort mit 19,72 m Siebter. 2015 nahm er erstmals an den Weltmeisterschaften in Peking teil, schied dort aber mit 19,40 m in der Qualifikation aus. Anschließend siegte er bei den Afrikaspielen in Brazzaville mit neuem Spiele- und Landesrekord von 20,25 m im Kugelstoßen und sicherte sich im Diskuswurf mit 50,30 m die Bronzemedaille hinter dem Südafrikaner Russell Tucker und Essohounamondom Tchalim aus Togo. 2016 erreichte er bei den Hallenweltmeisterschaften in Portland mit einer Weite von 19,34 m Rang 17 und gewann anschließend bei den Afrikameisterschaften in Durban mit 19,89 m die Silbermedaille hinter dem Südafrikaner Engelbrecht. Zudem nahm er erstmals an den Olympischen Spielen in Rio de Janeiro teil und belegte dort mit neuem Landesrekord von 21,20 m im Finale den vierten Platz.
2017 siegte er bei den Spielen der Frankophonie in Abidjan mit 19,99 m und nahm anschließend erneut an den Weltmeisterschaften in London teil, bei denen er aber mit 19,74 m in der Qualifikation ausschied. Zwei Jahre später wurde er bei den Afrikaspielen in Rabat mit 19,17 m Sechster und schied anschließend bei den Weltmeisterschaften in Doha mit 19,76 m in der Qualifikation aus.

## Persönliche Bestleistungen
- Kugelstoßen: 21,20 m, 18. August 2016 in Rio de Janeiro (kongolesischer Rekord)
  - Kugelstoßen (Halle): 20,96 m, 24. Februar 2017 in Madrid (kongolesischer Rekord)
- Diskuswurf: 54,30 m, 16. April 2016 in Benslimane (kongolesischer Rekord)